# Mont Vancouver
El Mont Vancouver (en anglès Mount Vancouver) és la setena muntanya més alta del Canadà amb els seus 4.812 msnm. Es troba a les Muntanyes Saint Elias, a l'interior del Parc Nacional i Reserva Kluane. Té tres cims: el nord, el central i el sud, sent el central el més baix. El cim sud fa frontera entre el Canadà i els Estats Units i és conegut amb el nom de Good Neighbor Peak.
La muntanya va ser batejada per W. H. Dall el 1874, en record de George Vancouver, que va explorar la costa sud-est d'Alaska entre 1792 i 1794.

## Ascensions destacades
- 1949 North Buttress (cara nord-oest). Primera ascensió a la muntanya per William Hainsworth, Alan Bruce-Robertson, Bob McCarter, Noel Odell; amb Walter Wood com a suport.[2]
- 1975 Northeast Ridge (al pic Nord). Primera ascensió per Cliff Cantor, Bab Dangel, Paul Ledoux, Rob Milne, Hal Murray, Bob Walker, John Yates i Barton DeWolf.[3]
- 1977 West Face. Primera ascensió per John Lauchlan, John Calvert, Trevor Jones i Mike Sawyer.[4]